# Puerto San José
Puerto San José – miasto w południowej Gwatemali w departamencie Escuintla, położone na wybrzeżu Oceanu Spokojnego. Ludność: 17,4 tys. (2002) – jest największym gwatemalskim miastem na wybrzeżu pacyficznym.
Do lat 80. XX wieku Puerto San José było głównym pacyficznym portem morskim Gwatemali. W latach 1979–1985 w niedalekim sąsiedztwie miasta powstał nowy port morski Puerto Quetzal.
Miasto jest również ważnym ośrodkiem turystyki weekendowej dla mieszkańców stolicy kraju Gwatemali. Puerto San José ma ze stolicą połączenie kolejowe i drogowe. W mieście funkcjonuje port lotniczy San José.